# Fort Benton
Fort Benton är administrativ huvudort i Chouteau County i Montana. Orten har fått sitt namn efter Thomas Hart Benton.